# 1939 في جمهورية أيرلندا
فيما يلي قوائم الأحداث التي وقعت خلال عام 1939 في جمهورية أيرلندا.

## سياسة

### تعيين في المنصب
- 8 سبتمبر – شون ت أوكيلي وزير التربية والمهارات [الإنجليزية]‏،وزير المالية [الإنجليزية]‏.
- 27 سبتمبر – إيمون دي فاليرا وزير التربية والمهارات [الإنجليزية]‏.

### انتهاء فترة المنصب
- 8 سبتمبر – شون ت أوكيلي Minister for Housing, Local Government and Heritage [الإنجليزية]‏،وزير التربية والمهارات [الإنجليزية]‏.
- 8 سبتمبر – فرانك ايكن وزير الدفاع [الإنجليزية]‏.

## كتب
من الكتب التي صدرت هذه السنة في جمهورية أيرلندا:
- 4 مايو – يقظة فينيغان من تأليف جيمس جويس.

## وفيات

### يناير
- 8 يناير – فرانك ستوكر (مواليد 1867) لاعب كرة مضرب أيرلندي.
- 28 يناير – ويليام بتلر ييتس (مواليد 1865)

### يونيو
- 9 يونيو – أوين مور (مواليد 1886)